# Општина Сабаоани (Њамц)
Сабаоани (рум. Săbăoani) општина је у Румунији у округу Њамц.
Oпштина се налази на надморској висини од 229 m.